# Вакі (Польща)
Вакі (пол. Waki) — село в Польщі, у гміні Костелець Кольського повіту Великопольського воєводства. Населення — 208 осіб (2011).
У 1975—1998 роках село належало до Конінського воєводства.

## Демографія
Демографічна структура станом на 31 березня 2011 року:
|          | Загалом | Допрацездатний вік | Працездатний вік | Постпрацездатний вік |
| -------- | ------- | ------------------ | ---------------- | -------------------- |
| Чоловіки | 106     | 30                 | 71               | 5                    |
| Жінки    | 102     | 22                 | 61               | 19                   |
| Разом    | 208     | 52                 | 132              | 24                   |